# Dombeya acerifolia
Dombeya acerifolia là một loài thực vật có hoa trong họ Cẩm quỳ. Loài này được Baker mô tả khoa học đầu tiên năm 1887.